# Neuprüll
Koordinaten: 49° 0′ N, 12° 5′ O

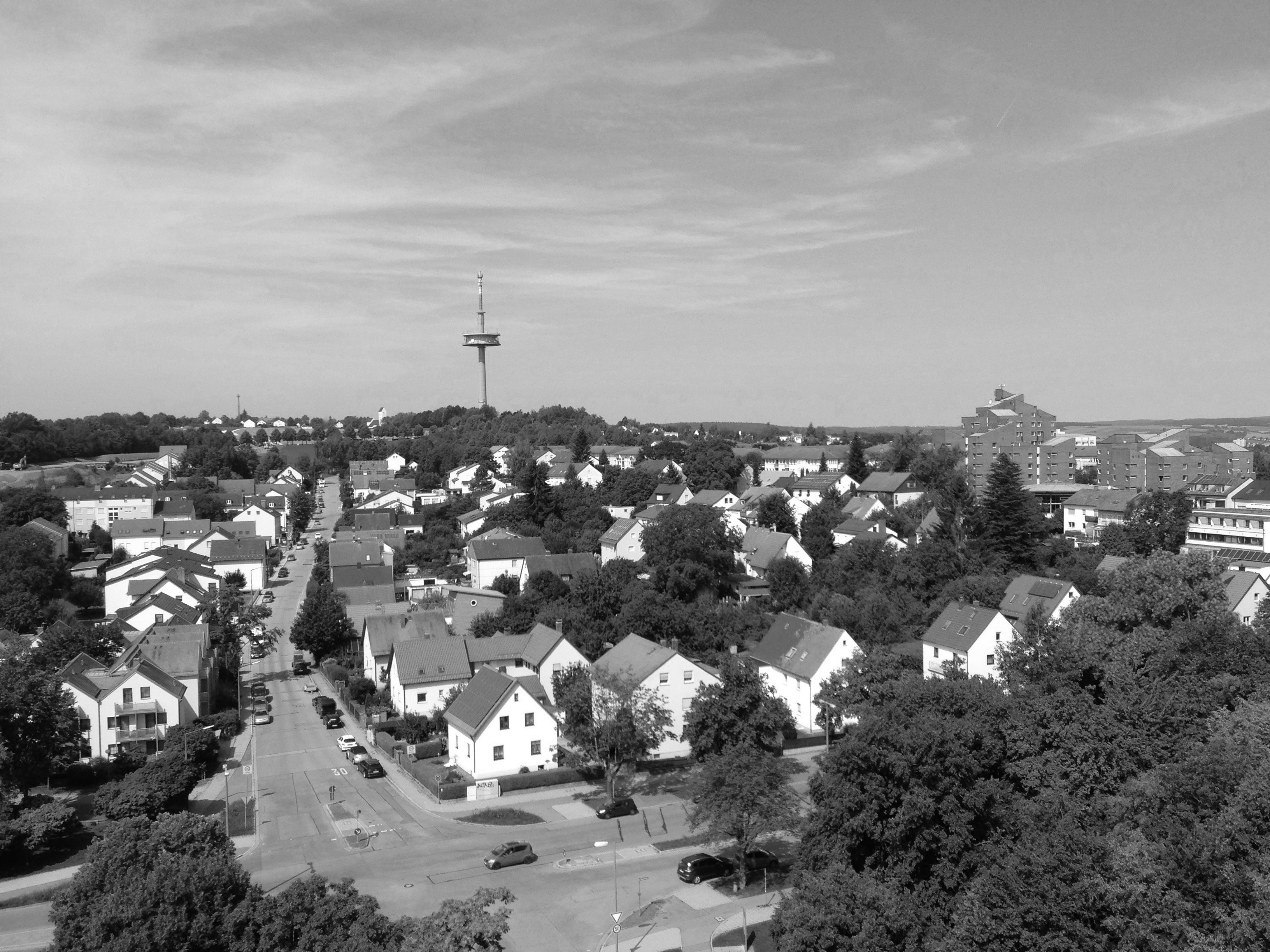
Blick über Neuprüll von Ost (Vordergrund Universitätsstr.) nach West auf die Prüller Höhe. Im Hintergrund die Ziegetsdorfer Höhe mit dem Fernsehturm

Neuprüll ist ein Teilbezirk des Stadtbezirks 13 Kumpfmühl-Ziegetsdorf-Neuprüll der Stadt Regensburg.

## Lage

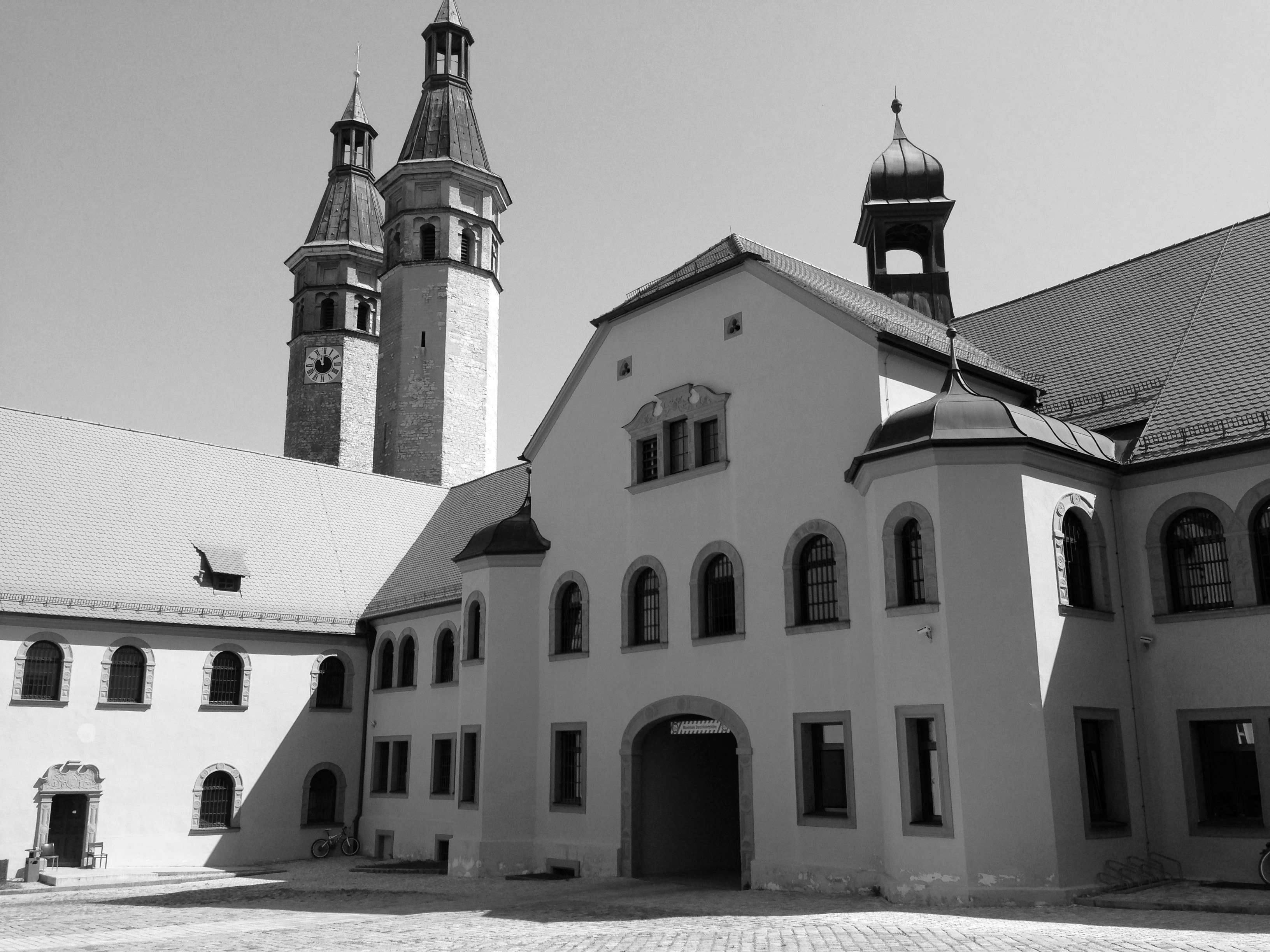
Ehemaliges Kloster Prüll mit Klosterkirche St. Vitus nördlich unterhalb von Neuprüll im Teilbezirk Kumpfmühl des Stadtbezirks 13 der Stadt Regensburg

Der Teilbezirk Neuprüll des Stadtbezirks 13 liegt im Süden der Stadt Regensburg, umgeben von den beiden zugehörigen Teilbezirken Ziegetsdorf im Westen, und Kumpfmühl im Norden. Im Osten grenzt der Teilbezirk an den Stadtbezirk 12 Galgenberg, der das gesamte Gelände der Universität und der OTH umfasst. Unmittelbar südlich von Neuprüll verläuft auf dem Höhenzug des Ziegetsberges die Autobahn A3, die nach 2020 sechsspurig ausgebaut und dabei mit Lärmschutzvorrichtungen versehen wird. Südlich der Autobahn in der sog. Graßer Mulde liegt das Dorf Graß
Die sog. Prüller Anhöhe ist durch eine bis heute erhaltene alte Linde nahe der heutigen Mörickestraße  gekennzeichnet, die in die Liste der Naturdenkmäler der Stadt Regensburg eingetragen ist. Auf der Anhöhe  verlief von West nach Ost ein Feldweg, der heute ausgebaut und beleuchtet ist. Bis zur Besiedlung von Neuprüll am Beginn des 19. Jahrhunderts gab es entlang des Feldweges südlich und nördlich der Prüller Anhöhe lediglich Felder und Wiesen, die erst nach dem Beginn der Besiedlung zunehmend zum Anbau von Getreide genutzt wurden. Die spätere teilweise Bebauung der Felder mit Häusern und Wohnanlagen für Studierende bzw. die heutige Nutzung als Parkanlage und Erholungsgebiet begann erst nach 1970 im Zusammenhang mit dem Bau der Universität.

## Geschichte

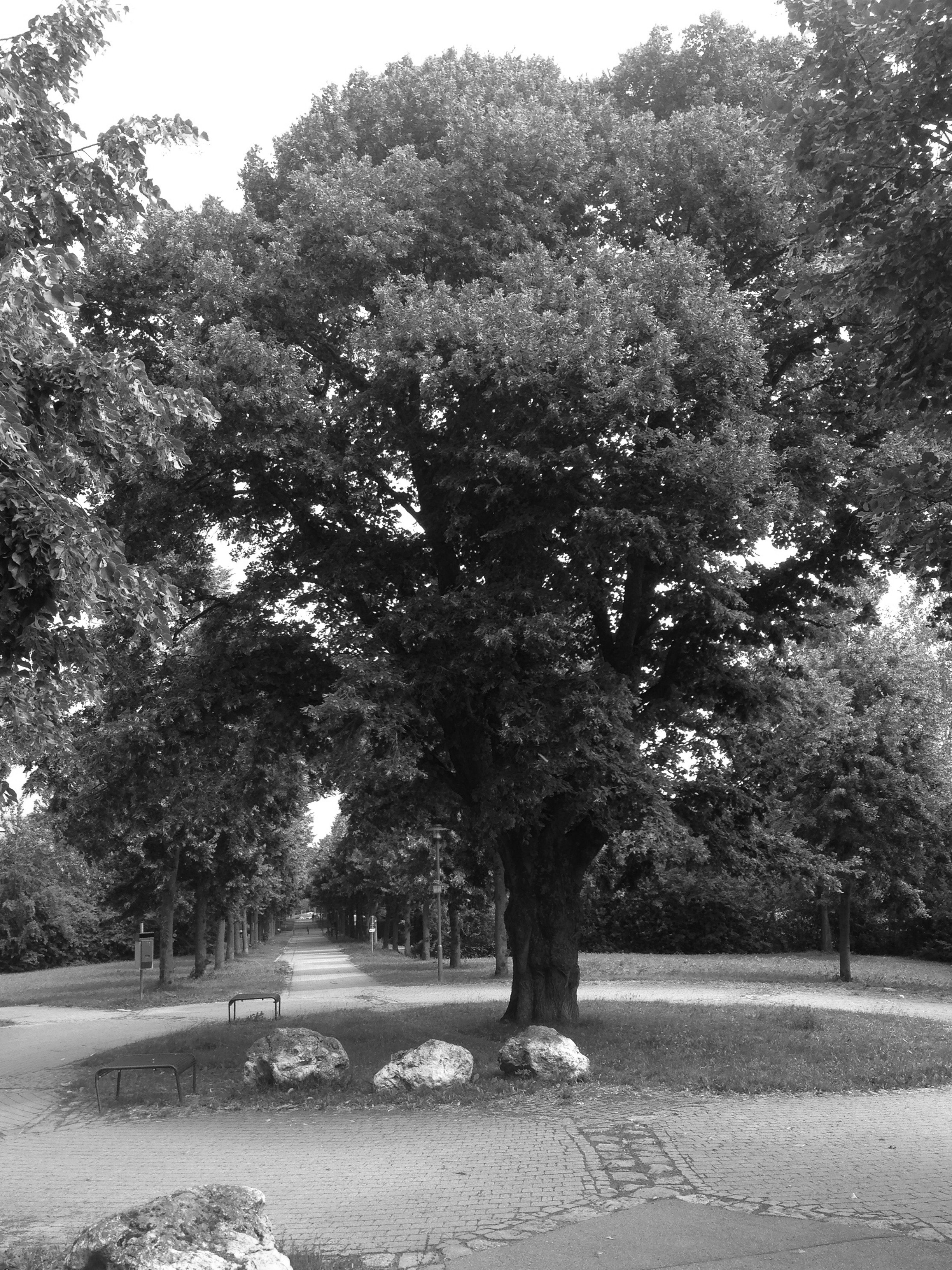
Alte Linde nahe der Mörickestraße in Neuprüll, eingetragen in der Liste der Naturdenkmäler in Regensburg.

Bis ins frühe 19. Jahrhundert bestand der Ort unter dem Namen Neubrühl aus fünf bis sieben Kemenaten entlang der in Ost-West-Richtung verlaufenden Straße zwischen Kutscherhof und Graß.
Im Jahr 1803 wurde das nahegelegene Kloster Prüll im Rahmen der Säkularisation aufgelöst. Dadurch wurden sieben Tagelöhner arbeitslos. Ihnen wurde von staatlicher Seite das Angebot unterbreitet, sich entlang des Feldweges südlich der Prüller Höhe am einstigen Neuprüller Weg anzusiedeln. Als Entschädigung erhielten sie jeweils drei Tagwerk Ackerland zur Bewirtschaftung. Im Jahre 1804 wurde Neuprüll von den Gutsarbeitern des Klosters gegründet. Der neu gegründete Ort lag auf der Gemarkung Prüll, dem Gebiet der neu entstandenen Gemeinde Karthaus-Prüll. Bei der Volkszählung 1861 hatte das Dorf 21 Einwohner, im Jahr 1900 waren es 44 Einwohner und 8 Wohngebäude. Exakt 100 Jahre nach Gründung der Siedlung am 1. Januar 1904 wurde Karthaus-Prüll in die Stadt Regensburg eingemeindet und somit kam auch Neuprüll zu Regensburg.
In der Folge siedelten sich zunehmend Beschäftigte des Hauses Karthaus-Prüll in Neuprüll an. Immer mehr Häuschen schmiegen sich an die bereits vorhandenen Häuser am Neuprüller Weg und an die heutigen Universitätsstraße an. So entsteht mit den Straßen „Am Buchenfeld“ und „An der Kreuzbreite“ in Neuprüll ein erstes kleines Straßennetz und ein neues ruhiges Wohngebiet mit Siedlungshäusern südlich der Prüller Höhe. Mit den ersten Reihenhäuschen erweitert sich Neuprüll dann auch in Richtung Westen. Auf den Feldern der Neuprüller Bauern stehen heute sowohl die Universität Regensburg, deren Sportanlagen sowie das Klinikum der Universität. Heute sind die Felder in Neuprüll nahezu vollständig bebaut. Ein Wahrzeichen Neuprülls, eine alte Linde am höchsten Punkt des Ortes, ist bis heute erhalten und mehrere Fußwege führen aus allen Richtungen direkt zu ihr. Somit ist die Linde ein zentraler Bestandteil des südlich angrenzenden prächtigen Parks.
Unmittelbar beim ehemaligen Kutscherhof auf der Prüller Höhe entstand zudem eines der vielen Wasserreservoirs für die Stadt Regensburg. Unterirdische Quellen führen das Wasser aus dem Inneren des Berges u. a. nach Norden, in Richtung Stadt, und dienen so als Zulauf zur Quelle des Vitusbaches in der Kirche St. Vitus des ehemaligen Klosters.